# Джени Лейн
Джени Лейн (англ. Jani Lane; 1 февраля 1964 года, Акрон, Огайо, США — 11 августа 2011 года, Лос-Анджелес, Калифорния, США) — американский певец, музыкант, автор песен. Наиболее известен как фронтмен американской глэм-метал-группы Warrant. Ранее Лейн играл на барабанах, но со временем переключился на вокал.

## Детство и юность
Родился 1 февраля 1964 года в Акроне, штат Огайо. Рос со своим старшим братом Эриком и тремя старшими сёстрами. Эрик хорошо играл на гитаре и научил Джени играть на барабанах, когда тому было всего 6 лет.
Позже Лейн не раз играл на ударной установке в составе разных коллективов под псевдонимом «Mitch Dynamite».

## Карьера

### Ранние годы
После окончания средней школы, Лейн присоединился к группе Cyren в качестве барабанщика.
В 1983 году переехал во Флориду и основал группу Dorian Gray. В Dorian Gray Джени играл вплоть до формирования группы Plain Jane с будущим коллегой по группе Warrant Стивеном (Чемберлен) Свитом (Steven Sweet) на барабанах.
Именно в это время Лейн принял сценическое имя «Jani Lane» и в то же время начал петь.
Имя «Яни» досталось ему от немецких бабушки и дедушки, которые произносили его имя «Джонни» как «Яни». Так кличка и прижила́сь.
В то время, когда Яни был участником Dorian Gray, он занимался в «Центре Подготовки Флориды по вокалу» с тренером Роном Фельдманом.
Позже Лейн и Свит перебрались в Лос-Анджелес, штат Калифорния, где они перебивались случайными заработками. Чтобы свести концы с концами, Джени устроился на работу на склад порнографии.
К 1986 году Plane Jane стали регулярно появляться в клубах Лос-Анджелеса. Эрик Тёрнер (ритм-гитарист), основавший Warrant в 1984 году, был поражён выступлением Plane Jane и позвал Свита и Лейна в свою группу. Они заменили основателей "Warrant"Макса Эшера (наст. имя Макс Мазурски) и Адама Шора соответственно.

### Warrant
После прихода популярности в Лос-Анджелесских клубах, Warrant пытались привлечь внимание звукозаписывающих лейблов. После неудачной сделки с A & M Records, группа подписала контракт с Columbia Records.
Будучи вокалистом Warrant, Лэйн писал почти все тексты песен, в том числе четыре из Top 40 синглов: «Down Boys», «Sometimes She Cries», «Big Talk» и хит «Heaven», оказавшийся в Billboard Hot 100 на 2 строчке.
Позже он написал ещё четыре песни, которые вошли в Top 40 синглов: «Cherry Pie», «I Saw Red», «Uncle Tom’s Cabine» и «Blind Faith» для второго альбома Cherry Pie, который, так же как и дебютный альбом, стал платиновым дважды.
Лэйн покинул Warrant в марте 1993 года и начал сольную карьеру, но в вернулся в группу через полгода, в сентябре 1994 года.
Второй раз Джени ушёл из группы из-за личных и музыкальных разногласий в 2004 году.
В январе 2008-го агентство William Morris Agency опубликовало фотографии, подтверждающие воссоединение группы.
Это был первый раз с 1993 года, когда вместе собрались участники классического состава. Warrant дали серию концертов летом 2008-го, но после нескольких неудачных выступлений, связанных с появлением на сцене нетрезвого Лэйна, их пути снова разошлись.
Джени и группа продолжили исполнять песни Warrant, но уже по отдельности. Лейна заменили Робертом Мейсоном.

#### Cherry Pie
Наибольшую популярность группа приобрела благодаря хиту «Cherry Pie». Вот что сам Джени говорил об этой песне:
"Ненавижу эту песню. Я не собирался её писать. Альбом был готов, мы назвали пластинку «Хижина Дяди Тома» (Uncle Tom’s Cabine), и тут вдруг звонит Дани, наш продюсер, и говорит: «Там нет главного! Нужна какая-нибудь отвязная песня типа „Любви в лифте“ (намёк на одноимённую композицию группы Aerosmith „Love in an Elevator“), или что-нибудь в этом роде». Так что в этот вечер я написал «Вишнёвый Пирог». Я послал её ему, песня пробыла у него все выходные, и вдруг альбом выходит под названием «Вишнёвый Пирог»; меня зовут на конкурсы по поеданию вишнёвых пирогов, так как сингл называется «вишнёвый пирог». Именно так. Чтоб мне сдохнуть, если я вру. Моё наследие — это вишнёвый пирог. Все, что останется после меня — это всего лишь вишнёвый пирог. Я мистер вишнёвый пирог. Cherry Pie Guy. Я просто хотел прострелить свою сраную башку за то, что написал эту песню".
Однако, несколько лет спустя, Джени заявил, что на самом деле он любит эту песню, а причиной подобного высказывания оказался осадок от смерти матери и давление журналистов VH1.

## Личная жизнь
В клипе на песню Cherry Pie снималась актриса Бобби Браун. В июле 1991 года они с Джени поженились, и спустя полгода, в 1992 году, у них родилась дочь Тайлар, однако в следующем году пара развелась.
Позже у Лэйна были еще два брака, в одном из которых у него родилась вторая дочь — Мэдисон.

## Смерть
В 2006 году у Лэйна умирает мать. Не справившись с горем он начинает употреблять большое количество алкоголя. Это сильно подкосило здоровье певца и 11 августа 2011 года, Джени Лэйн был найден мёртвым в одном из номеров гостиницы Comfort Inn в Вудленд-Хиллз, Калифорния.
Возле кровати была найдена наполовину полная бутылка водки, медицинские препараты, продаваемые только по рецепту и записка с надписью: «I’m Jani Lane» («Я Джени Лэйн»). Причина смерти — острое отравление алкоголем.

## Дискография
Warrant
- Dirty Rotten Filthy Stinking Rich (1989)
- Cherry Pie (1990)
- Dog Eat Dog (1992)
- Ultraphobic (1995)
- Belly to Belly (1996)
- Warrant Live 86–97 (1997)
- Greatest & Latest (1999)
- Under the Influence (2001)

Сольные альбомы
- Back Down to One (2002)
- Photograph (2007)

Saints of the Underground
- Love the Sin, Hate the Sinner (2008)

Liberty N Justice
- Addiction (2007)
- «Sin» (сингл) (2011)

 Участие в саундтреках
- Gladiator OST: «We Will Rock You» (Queen cover), «The Power» (1992)
- Bill and Ted’s Excellent Adventure OST : «Game of War» (2001)

Композитор
- Alice Cooper — Along Came a Spider (2008)
- Fiona — Life on the Moon — альбом Squeeze (1992)

Участие в трибьютах, сборниках
- 1998 Forever Mod: Portrait of a Storyteller — Tribute to Rod Stewart: «I Was Only Joking»
- 1999 Not the Same Old Song and Dance — A Tribute to Aerosmith: «No Surprise»
- 2000 Tribute to Van Halen 2000: «Panama»
- 2000 Cheap Dream: Cheap Trick Tribute: «I Want You to Want Me» (The Mission UK Remix)
- 2000 Leppardmania- A tribute to Def Leppard: «Photograph»
- 2005 Hell Bent Forever — A tribute to Judas Priest: «Electric Eye»
- 2005 Metal Mania Stripped VH1: «I Saw Red»
- 2005 VH1 Classic Metal Mania Stripped 2: Anthems «Cherry Pie»
- 2005 Subdivisions: A Tribute to Rush: «2112 Overture/Temples of Syrinx», «Bastille Day»
- 2006 A Tribute to Bon Jovi: «Lay Your Hands on Me»
- 2007 Monster Ballads Xmas : «Have Yourself a Merry Little Christmas»
- 2008 Led Box — The Ultimate Led Zeppelin Tribute: «The Ocean»
- 2010 Siam Shade Tribute: «1/3 no Junjou na Kanjou»
- 2011 Sin-Atra: A Metal Tribute to Frank Sinatra: «That’s Life»